# 남강사 유허비
남강사 유허비(南岡祠 宇遺墟)는 전라남도 영광군 대마면 남산리, 남강사에 있는 유허비이다. 2020년 1월 30일 영광군의 향토문화유산 제5호로 지정되었다.

## 지정 사유
남강사는 죽음 이만영 등 5위를 배향하고 있는 사우로, 남강사, 숙연문, 숭절당, 숭절문 등이 있다.
1741년 이만영의 유덕을 추모하기 위해 창건됐다가, 1763년 철폐된 후 1805년 현 소재지에 사우를 이건하였고, 1868년 훼철된 후 1928년 복설하였다.
남강사 유허비는 1897년 훼철된 사우의 터에 건립됐으며, 정면에 남강삼선생사우유허(南岡三先生祠宇遺墟)라는 명문이 음각돼 있다.
남강사 유허비는 남강사의 역사성을 고스란히 간직하고 있는 유허비로 보존상태도 비교적 좋아 문화재적 가치가 높다.